# تایرا نو سوکه‌موری
تایرا نو سوکه‌موری ((به ژاپنی: 平資盛 Taira no Sukemori); ۱ ژانویهٔ ۱۱۵۸ –
۲۵ آوریل ۱۱۸۵) یک سامورایی اهل ژاپن و پسر تایرا نو شیگه‌موری و برادر کوچکتر تایرا نو کوره‌موری بود.
سوکه‌موری پس از شکست خاندان تایرا در نبرد دان نو اورا به همراه برادر کوچکترش هاراکیری کرد. بنا بر روایت‌ها همسر وی که در این زمان باردار بود پس از مرگ سوکه‌موری، پسری بنام تایرا نو چیکازانه/ اودا چیکازانه را به دنیا آورده است. در شجره‌نامه‌ای که برای اودا نوبوناگا ساخته شده‌است ادعا می‌شود که نوبوناگا از نسل تایرا نو چیکازانه است.